# Ruellia scabrifolia
Ruellia scabrifolia är en akantusväxtart som beskrevs av Valet.. Ruellia scabrifolia ingår i släktet Ruellia och familjen akantusväxter. Inga underarter finns listade i Catalogue of Life.